# زیتک قشلاق
زیتک قشلاق، روستایی از توابع بخش کوهین شهرستان قزوین در استان قزوین ایران است.

## جمعیت
این روستا در دهستان ایلات قاقازان شرقی قرار دارد و براساس سرشماری مرکز آمار ایران در سال ۹۵، جمعیت آن ۹۰ نفر (۳۰خانوار) بوده‌است.